# Kłamstwo (film 2005)
Kłamstwo (tytuł oryg. Cry Wolf) – film fabularny produkcji amerykańskiej z 2005 roku, wyreżyserowany przez Jeffa Wadlowa.

## Zarys fabularny
W Westlake Academy ginie młoda studentka, Becky. Kilkoro uczniów postanawia się zabawić kosztem kolegów. Wymyślają grę pod tytułem „Kłamstwo”. Rozsyłają po e-mailu szkolnym wiadomości o zabójstwach dokonywanych przez wymyślonego seryjnego mordercę – Wilka. Atmosfera wzmaga się, gdy w okolicy dochodzi do prawdziwych morderstw – opisanych według studentów. Główne podejrzenia padają na Richa Walkera. Owen Matthews sam wymierza sprawiedliwość i zabija Richa. Jednak morderca nadal grasuje. Już nikt nie jest pewny, gdzie kończy się kłamstwo, a zaczyna prawda.

## Obsada
- Lindy Booth – Dodger Allen
- Julian Morris – Owen Matthews
- Jared Padalecki – Tom
- Kristy Wu – Regina
- Jon Bon Jovi – Rich Walker
- Sandra McCoy – Mercedes
- Paul James – Lewis
- Jesse Janzen – Randall
- Ethan Cohn – Graham
- Gary Cole – pan Matthews
- Erica Yates – Becky